# Breakout (bài hát của Miley Cyrus)
"Breakout" là ca khúc nhạc pop của ca sĩ Miley Cyrus. Bài hát nằm trong album Breakout, phát hành ngày 22 tháng 7 năm 2008 dưới dạng tải nhạc số.

## Bảng xếp hạng

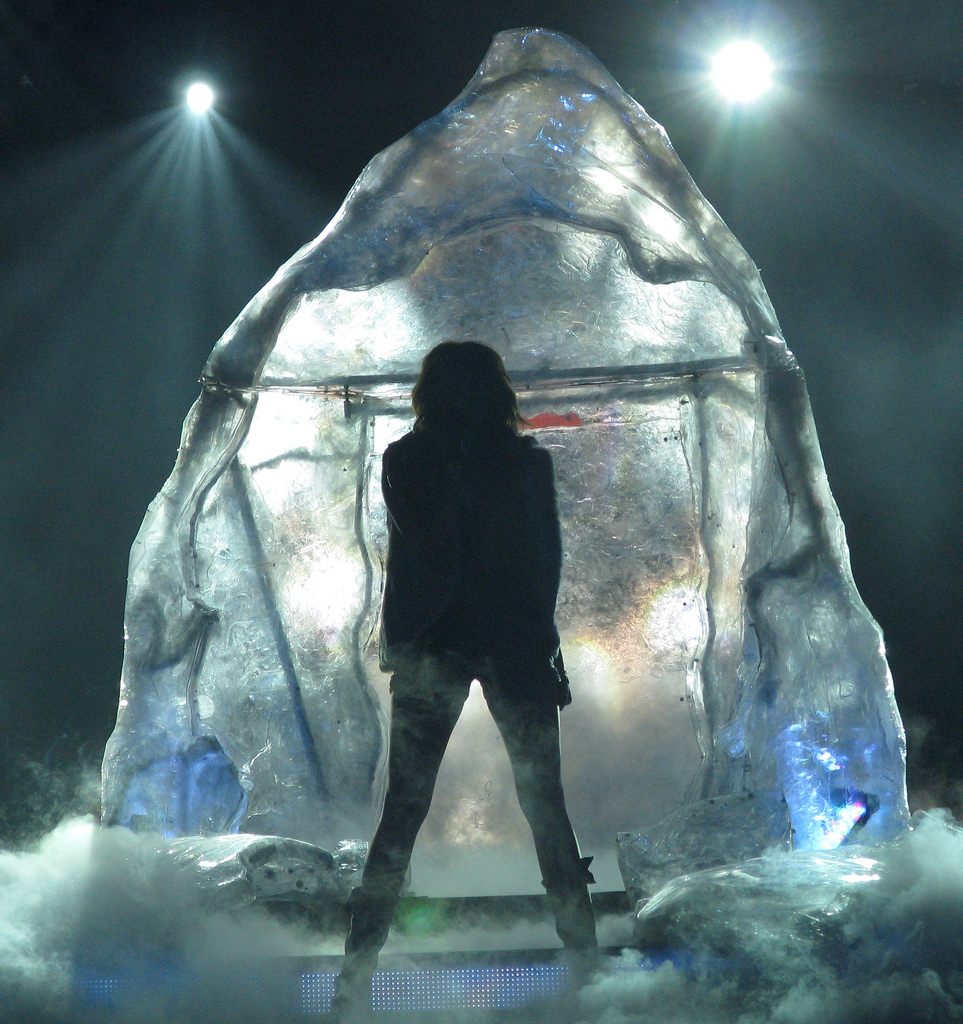
Cyrus biểu diễn "Breakout" trong Wonder World Tour.

| Bảng xếp hạng (2008)     | Vị trí cao nhất |
| ------------------------ | --------------- |
| Australian Singles Chart | 94              |
| Canadian Hot 100         | 45              |
| Hoa Kỳ Billboard Hot 100 | 56              |